# Ziridava baliensis
Ziridava baliensis là một loài bướm đêm trong họ Geometridae.